# All-American Girls Professional Baseball League
La All-American Girls Professional Baseball League est une ancienne ligue indépendante de baseball féminin professionnel. Elle est inaugurée en 1943 et cesse ses activités en 1954.

## Histoire
En raison du départ sous les drapeaux de nombreux joueurs, Philip K. Wrigley, propriétaire des Chicago Cubs, charge Ken Snell, assistant du manager général des Cubs de mettre sur pied une ligue féminine pour aider à soutenir le moral des troupes et des ouvriers. Elle débute en 1943 sous le nom de All-American Girls' Softball League, puis le mot Baseball remplace Softball au milieu de la saison inaugurale et le terme Professional est ajouté juste avant la fin de la saison pour donner : All-American Girls Professional Baseball League.
Soucieux d'échapper aux critiques qui touchèrent les équipes féminines opérant depuis le XIXe siècle, Wrigley fixe un code très strict aux joueuses et leur demande de toujours veiller à rester féminines hors du terrain.
Après quelques belles années au niveau sportif et financier, la ligue décline dès la fin des années 1940 et cesse ses activités en 1954, dans l'indifférence générale.
L'AAGPBL tombe dans l'oubli jusqu'à la fin des années 1980 époque à laquelle plusieurs documentaires télévisés et livres lui sont consacrés. Le film Une équipe hors du commun (A League of Their Own) sort en 1992. Il a pour toile de fond la première saison de l'AAGPBL.
Trente ans après le film, la série créée par Abbi Jacobson et Will Graham A League of their own refait vivre l'AAGPBL sur le petit écran. Comme le long-métrage, la série se déroule en 1943 et raconte les premiers pas des Rockford Peaches. La série de 8 épisodes est diffusée sur Prime Video en août 2022.

## Équipes
- Kenosha Comets (1943-1951)
- Racine Belles (1943-1950) / Battle Creek Belles (1951-1952) / Muskegon Belles (1953)
- Rockford Peaches (1943-1954)
- South Bend Blue Sox (1943-1954)
- Milwaukee Chicks (1944) / Grand Rapids Chicks (1945-1954)
- Minneapolis Millerettes (1944)
- Fort Wayne Daisies (1945-1954)
- Muskegon Lassies (1946-1949) / Kalamazoo Lassies (1950-1954)
- Peoria Redwings (1946-1951)
- Chicago Colleens (1948)
- Springfield Sallies (1948)

## Palmarès
- 1943 (4 équipes) : Racine Belles
- 1944 (6 équipes) : Milwaukee Chicks
- 1945 (6 équipes) : Rockford Peaches
- 1946 (8 équipes) : Racine Belles
- 1947 (8 équipes) : Grand Rapids Chicks
- 1948 (10 équipes) : Rockford Peaches
- 1949 (8 équipes) : Rockford Peaches
- 1950 (8 équipes) : Rockford Peaches
- 1951 (8 équipes) : South Bend Blue Sox
- 1952 (6 équipes) : South Bend Blue Sox
- 1953 (6 équipes) : Grand Rapids Chicks
- 1954 (5 équipes) : Kalamazoo Lassies